# Johannes Sastrow
Johannes Sastrow (* Dezember 1514 in Greifswald; † 1545 in Acquapendente, Italien) war ein pommerscher Rechtsgelehrter, Dompropst und Poeta Laureatus.

## Leben
Johannes Sastrow war der ältere Bruder des Stralsunder Bürgermeisters Bartholomäus Sastrow. Er wurde als Sohn des Tuchhändlers und späteren Gewandhausaltermann Stralsunds Nikolaus Sastrow in Greifswald im Jahr 1515 geboren. Sein Vater musste 1523 Greifswald wegen einer Fehde verlassen und ließ sich in Stralsund nieder, wo er seinen Tuchhandel etablierte und als „reicher Mann in der Fährstraße“ galt. Johannes studierte in Wittenberg Theologie und die Rechte. Er hatte Kontakte zu Philipp Melanchthon und Martin Luther. Angeblich verfasste er auf den Tod des Erasmus von Rotterdam ein Trauergedicht.
Um 1541 reiste Johannes gemeinsam mit seinem Bruder nach Speyer, um vor dem Reichskammergericht die Interessen des Vaters zu vertreten. Dieser war aufgrund politischer Auseinandersetzungen in Stralsund auf einige Zeit unter Hausarrest gestellt worden und hatte daher enorme Einbußen in seinem Fernhandel einstecken müssen. Diese führten zu diversen Rechtsstreitigkeiten, die schließlich vor dem Reichskammergericht in Speyer landeten. Johannes nahm in Speyer eine Stelle als Dompropst an, während Bartholomäus sein Auskommen in einer Anwaltskanzlei fand.
Im Jahre 1545 starb Johannes Sastrow in Acquapendente. Um dessen Nachlass zu regeln, reiste Bartholomäus Sastrow 1546 nach Italien. Bartholomäus Sastrow vermutete, dass sein Bruder aufgrund seines reformierten Glaubens in Italien den Tod gefunden hatte.

### Poeta Laureatus
Karl V. verlieh Johannes Sastrow 1544 diesen Titel. Verbunden mit dem Titel war eine lebenslange finanzielle Honorierung, was nicht allen Gelehrten, die mit diesem Titel bedacht wurden, zugestanden wurde. Johannes hatte Spottgedichte auf Heinrich VIII. von England verfasst, als dieser 1535 Thomas Morus und 1540 Robert Barnes hatte hinrichten lassen. Auslöser für den Titel kann aber auch ein Carmen auf Karl V. gewesen sein, der Johannes einen Wappenbrief eintrug und den angesprochenen Titel.